# Galáxia Anã da Ursa Maior I
A Galáxia Anã da Ursa Maior I (UMa I dSph) é uma galáxia anã esferoidal orbitando a Via Láctea. A descoberta, por Beth Willman et al., foi anunciada em 2005.
Sendo uma pequena galáxia anã, mede apenas alguns milhares de anos-luz de diâmetro. A partir de 2006, é a segunda galáxia menos luminosa conhecida (descontando galáxias escuras como VIRGOHI21 no aglomerado de Virgem), depois da Anã de Boötes (magnitude absoluta -5,7). A magnitude absoluta da galáxia é estimada em apenas -6,75, o que significa que é menos luminosa do que algumas estrelas, como Deneb na Via Láctea. É comparável em luminosidade a Rigel. Ela foi descrita semelhante à Galáxia Anã de Sextans. Ambas as galáxias são antigas e deficientes em metais.
Sua distância estimada é de cerca de 330.000 anos-luz (100 kpc) da Terra. Isso é cerca de duas vezes a distância da Grande Nuvem de Magalhães, a maior e mais luminosa galáxia satélite da Via Láctea.
Há um outro objeto chamado Anã da Ursa Maior, descoberto por Edwin Hubble em 1949. Foi designado como Palomar 4. Devido à sua aparência peculiar, era suspeita temporária de ser uma anã esferoidal ou galáxia elíptica. No entanto, foi encontrado sendo um muito distante (cerca de 360.000 al) aglomerado globular pertencente a nossa galáxia.